# Llau de Llució
La llau de Llució és una llau del terme municipal de Castell de Mur, dins de l'antic terme de Mur, al Pallars Jussà.
Es forma en els vessants nord-occidentals del Serrat de Purredó, a llevant dels Prats, des d'on davalla de primer cap al nord-oest i després cap al nord, arribant a llevant de la Font de Fórnols, on s'aboca en el barranc de Fórnols. El Camí de Fórnols travessa la llau de Llució cap a la meitat del seu recorregut, i el Camí de Purredó la travessa a la capçalera.